# محکومیت (مجموعه تلویزیونی ۲۰۱۶)
محکومیت (به انگلیسی: Conviction) نام مجموعهٔ تلویزیونی درام حقوقی است که در سال ۲۰۱۶ از شبکه ای‌بی‌سی پخش شد.

## خلاصه داستان
یک وکیل جوان که پدرش سابقاً رئیس جمهور آمریکا بوده است، مورد تهدید قرار می‌گیرد تا مدیریت سازمانی به نام CIU را عهده‌دار شود. او و تیمش در این سازمان وظیفه دارند تا پرونده‌هایی را مورد بررسی قرار دهند که در آن افراد به طور اشتباهی محکوم شده‌اند...